# Glückliche Reise – Philippinen
Glückliche Reise – Philippinen ist ein deutscher Fernsehfilm von Hermann Leitner. Die Produktion des sechsten Teils der Fernsehreihe Glückliche Reise erfolgte im März 1992 in Manila und auf der Insel Cebu. Der Film hatte seine Premiere am 5. Dezember 1992 auf ProSieben.

## Besetzung
Die Flugzeugbesatzung besteht aus Kapitän Viktor Nemetz (Juraj Kukura), seinem Co-Piloten Rolf Erhardt (Volker Brandt) sowie den Stewardessen Verena Bernsdorf (Anja Kruse), Sabine Möhl (Alexa Wiegandt) und Petra Lotz (Jennifer Nitsch). Die Reiseleiter Sylvia Baretti und Armin Jobst werden von Conny Glogger und Amadeus August gegeben. Als Gastdarsteller sind Claudia Rieschel und Hans Clarin zu sehen. 

## Handlung
Auf dem Flug von Bangkok nach Manila wird in einem Gepäckfach der siebenjährige Waisenjunge Raj entdeckt. Er war in Thailand aus einem Waisenhaus ausgerissen und hatte sich als blinder Passagier an Bord versteckt. Kapitän Nemetz und seine überraschend angereiste Ehefrau Elke kümmern sich auf den Philippinen liebevoll um Raj. Dabei kommen sie sich wieder näher und Stewardess Sabine muss erkennen, dass ihre Affäre mit Viktor wohl nur von flüchtiger Natur war.
Arnold Schwarzenecker, Direktor eines Botanischen Gartens, ist fasziniert von den einheimischen weiblichen Schönheiten und bemerkt darüber gar nicht, dass sich die mitreisende und unscheinbare Laborantin Ilonka Greve in ihn verliebt hat. Erst als sich Ilonka mit Hilfe der Reiseleiterin Sylvia von einem Mauerblümchen in eine attraktive Frau verwandelt, gehen Arnold die Augen auf.